# Sodoma

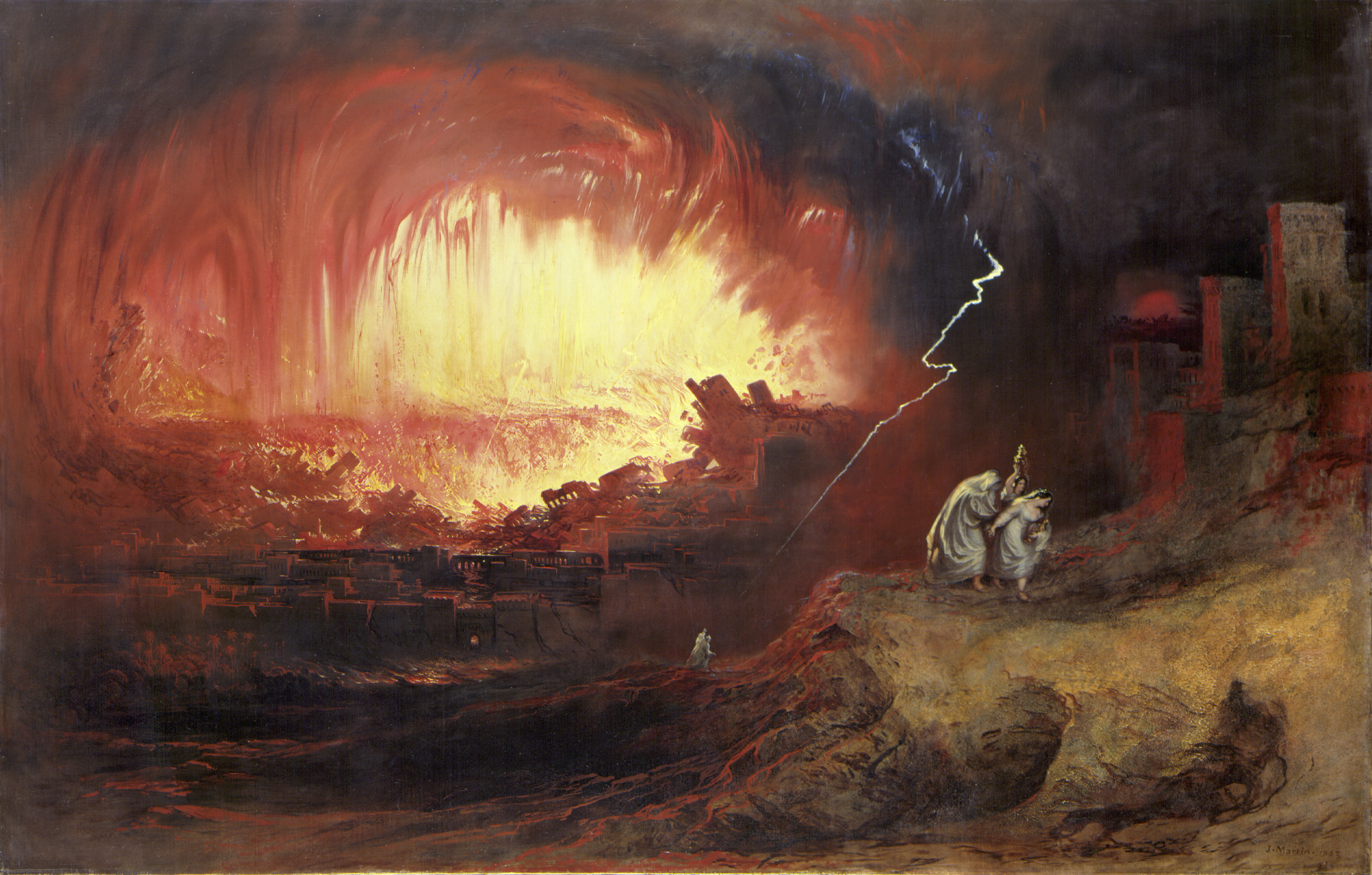
La distruzione di Sodoma e Gomorra, dipinto di John Martin (1852)

Sodoma (in ebraico סדום, pronunciato Sdòm) è un'antica città nominata ripetutamente nella Bibbia.
Nell'Antico Testamento si narra della distruzione di questa città e di Gomorra, Adma, Zoar e Zeboim (la cosiddetta Pentapoli), per opera divina, “perché hanno abbandonato l'alleanza del Signore” (Deuteronomio 29,24). Secondo la narrazione biblica le cinque città, denominate "città della pianura", erano situate sulla riva del fiume Giordano, a sud di Canaan. La pianura, che sarebbe quindi situata nella zona a nord del Mar Morto, nella Genesi viene paragonata al giardino dell'Eden..

## Storia
L'esistenza storica di Sodoma e Gomorra è ancor oggi oggetto di dibattito tra gli storici e gli archeologi.
Il geografo Strabone affermò che gli abitanti delle località vicino a Masada gli dissero che "una volta c'erano solo 13 città abitate nella regione in cui Sodoma faceva da metropoli".
L'archeologo Archibald Henry Sayce tradusse un poema accadico in cui venivano descritte delle città distrutte da una pioggia di fuoco, scritto da una persona che era riuscita a fuggire prima del disastro; i nomi delle città in questione non ci sono pervenuti. Ad ogni modo, Sayce in seguito spiega che il poema ricorda più che altro la distruzione di Sennacherib.
Se le due città fossero realmente esistite, potrebbero essere state colpite e distrutte da un disastro naturale. Secondo alcuni geologi per circa 4000 anni non ci sono stati segni di attività vulcanica nei pressi della pianura. Tuttavia è possibile che le città fossero state distrutte da un terremoto e questa ipotesi sarebbe presumibilmente realistica se le città fossero state situate nei pressi della Rift Valley del Giordano. Mancano tuttavia fonti puntuali sull'attività sismica a cui è stata sottoposta la zona e il periodo di tempo intercorso per avvalorare la teoria del terremoto.
Ciò di cui si è certi è che la pianura delle cinque città era situata nei pressi del Mar Morto e che è stata soggetta a delle bruciature, come riportato da segni evidenti sulla sua superficie, e inoltre sono presenti tracce di zolfo. Anche quello che viene identificato come "fiume Giordano" potrebbe invece identificarsi con lo Wadi Araba, occupante il medesimo bacino verso il sud.
Lo storico Flavio Giuseppe identificava geograficamente anche lui la città di Sodoma in una regione in prossimità del Mar Morto. Egli però si riferisce al lago salato con il nome di "Asfaltide".
Queste diatribe sono causate dal fatto che il mar Morto è suddiviso in due bacini distinti, uno superiore, più profondo, e uno inferiore, poco profondo (oggi quasi scomparso); è comune ritenere (nelle bibbie moderne è solitamente riportata graficamente tale localizzazione) che la pentapoli coprisse l'area del bacino inferiore, anticamente prosciugata (così come lo è oggi) e sede di civiltà. Motivo stesso per il quale non sono ancora stati ritrovati i resti di tali città.

## Narrazione biblica
Il Libro della Genesi è il primo a fare riferimento a Sodoma e Gomorra. Profeti maggiori e minori della Torah fanno riferimenti e parallelismi a Sodoma e Gomorra per spiegare le loro profezie. Anche il Nuovo Testamento contiene alcuni riferimenti alla loro distruzione e a eventi circostanti alle due città e a coloro che ve ne erano implicati. In seguito alcuni libri deuterocanonici tentarono di raccogliere idee e ipotesi addizionali sulle città della pianura del Giordano.

### Contesto politico-territoriale
Si consideri innanzitutto che l'area a sud del mar Morto (ammettendo che essa fosse sede della Pentapoli), era il primo territorio abitato che si incontrava giungendo dalla penisola araba e dall'Egitto (lo stesso percorso seguito da Mosè quindi). A partire da Genesi 14 si parla della storia delle cinque città della pianura e della guerra che intercorse tra di loro, chiamata nella Bibbia "Battaglia della valle di Siddim". Apparentemente il motivo per il quale si parla nella Genesi della situazione politica all'epoca nella pianura del Giordano è il fatto che Lot si insediò proprio in quel luogo dopo essersi allontanato da Abramo, poiché entrambi avevano troppi possedimenti, quindi si divisero e andarono alla ricerca di un nuovo "spazio vitale".

### La distruzione di Sodoma e Gomorra

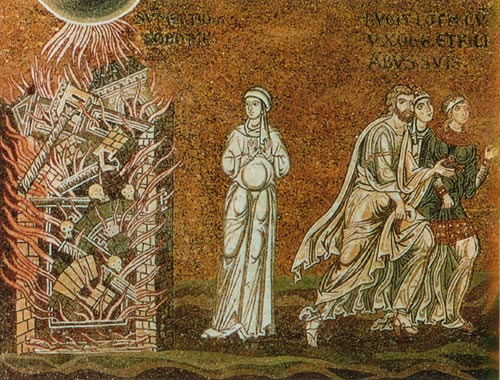
La distruzione di Sodoma (mosaico del XII secolo)

La distruzione di Sodoma e Gomorra è narrata nella Genesi 19.
Nella Bibbia, il libro della Genesi menziona Sodoma a partire dal capitolo 10 e la situazione nel territorio popolato dai Cananei. Secondo quanto riferisce la Bibbia nel cap. 18 della Genesi, Dio rivelò ad Abramo che stava per distruggere Sodoma e Gomorra, perché "il loro peccato era molto grave" e "il grido che saliva dalle loro città era troppo grande". Abramo intercedette per le persone giuste della città contrattando con Dio e questo gli rispose che non l'avrebbe distrutta se avesse incontrato dieci persone giuste nella città. Secondo il prosieguo nel cap. 19, ai versetti 1-38, due dei tre angeli di Yahweh che Abramo prima aveva incontrato, entrarono a Sodoma. Nel vederli, Lot li invitò nella sua casa e insistette affinché trascorressero la notte nell'abitazione. Tuttavia, prima che ciò potesse avvenire, gli abitanti di Sodoma attorniarono la casa ed esigettero che Lot consegnasse loro i suoi invitati per poter abusare di loro.
Lot rifiutò, offrendo al loro posto le sue due figlie vergini pur di non commettere un grave peccato agli occhi di Dio contro la legge dell'ospitalità, ma essi rifiutarono, insistendo nelle loro pretese. Gli abitanti di Sodoma provarono così a sfondare la porta d'ingresso, ma i due invitati impedirono l'accesso all'interno della casa agli assalitori accecandoli tutti con un'abbagliante luce. Dopodiché essi dissero a Lot di abbandonare subito con la sua famiglia la città, intimandogli di non voltarsi indietro. Lot avvisò i suoi generi, che però non gli diedero retta e così Lot abbandonò la casa e la città solo con sua moglie e le sue figlie, chiedendo e ottenendo che si salvasse la piccola città di Zoar, nei pressi di Sodoma. Quindi Dio inviò una pioggia di fuoco e zolfo che incenerì del tutto Sodoma con i suoi abitanti, assieme ad altre città della pianura. L'ordine di non voltarsi indietro a vedere quanto Yahweh aveva decretato accadesse alla città non fu eseguito dalla moglie di Lot che, per quell'atto di disubbidienza, "evaporò come il disciogliersi del sale". Lo zio di Lot, Abramo, da una montagna vide la colonna di fumo che si alzava da quella che era stata Sodoma.
Tale racconto, una narrazione mitica e allegorica, che racchiude molti significati simbolici, ha ispirato per millenni predicatori, artisti, legislatori, politici. Secondo alcuni dal racconto trae origine il mito greco di Filemone e Bauci.
Quello della distruzione di Sodoma è un racconto eziologico, che cioè "spiega" la ragione per cui quel territorio attorno al Mar Morto fosse e sia tuttora così desolato. La ragione scientifica è ovviamente che il Mar Morto non ha alcun emissario e man mano che l'acqua evapora, il sale vi si concentra a tal punto da rendere impossibile la vita (con l'eccezione di qualche batterio alofilo): la sua acqua è, letteralmente, salamoia.
Secondo alcuni esegeti, la narrazione della catastrofe che distrugge le "cinque città della pianura" si presenta come un doppione del mito del diluvio universale, che è stata collazionata con la narrazione dello stupro della concubina del levita di Efraim a Gibea/Gabaa (Giudici 19,20-30). Il parallelo fra catastrofe di Sodoma e Diluvio Universale si svilupperebbe nei seguenti punti:
1. L'umanità viene sterminata:
  - (diluvio) con l'acqua
  - (Sodoma) col fuoco
2. Si salva solo una famiglia: che questo in origine avvenisse anche nel mito di Sodoma lo si ricava dall'esplicita frase delle figlie di Lot, "Non c'è più nessuno sulla terra per venire da noi" (Genesi 19,31[14])
3. La prole ha un rapporto sessuale incestuoso col padre: che lo "scoprire la nudità" (Genesi 9,22[15]) di Noè da parte di Cam abbia significato sessuale anche in questo brano biblico, oltre che altrove, lo afferma addirittura il Talmud di Babilonia (Sanhedrin 70a, Ghemarah); su tale interpretazione si veda anche: Anthony Phillips, Uncovering the father's skirt, "Vetus Testamentum", XXX 1980, pp. 38–42).
4. Dai colpevoli dell'incesto in seguito nascono le tribù non ebree della Palestina:
  - (diluvio) da Cam, figlio di Noè: Cananei
  - (Sodoma) dalle figlie di Lot: Moabiti e Ammoniti,
5. le cui origini vengono in questo modo macchiate dal comportamento sessuale ignobile dei loro avi che, nel caso dei Cananei, è addirittura giustificazione di un destino di schiavitù sancito dal Dio della Bibbia stesso (Genesi 9,25-26[16]).

## La realtà della Bibbia

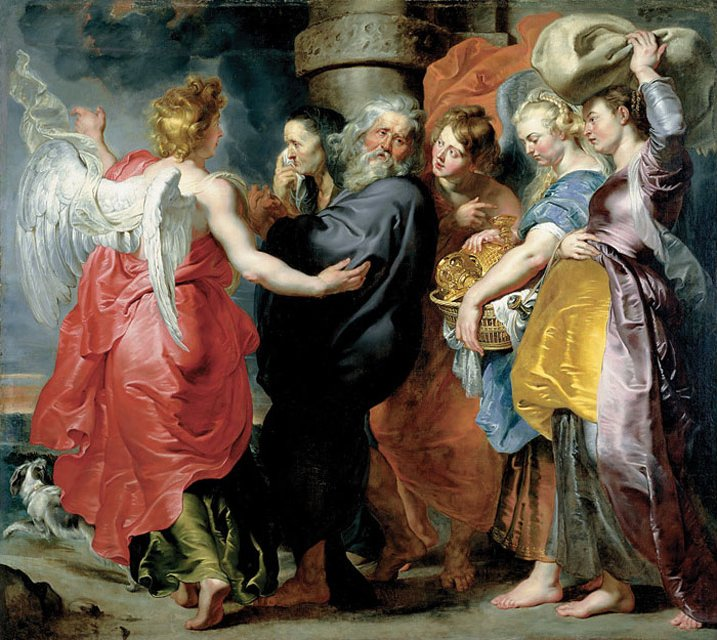
Lot fugge da Sodoma con la sua famiglia, di Peter Paul Rubens (1615 circa)

Indipendentemente dal fatto di considerare o no il racconto di Sodoma come il resoconto letterale di un fatto realmente accaduto, alcuni sostengono che chi ne scrisse in origine non aveva in mente come bersaglio la trasgressione sessuale, bensì un altro tipo di trasgressione: quella contro l'ospitalità.
Il comportamento di Lot, che a Sodoma è uno straniero ma che è il solo a offrire ospitalità a viaggiatori sconosciuti, è descritto come quello d'una persona che tiene in tale considerazione il dovere sacro dell'ospitalità, da compiere un gesto assolutamente paradossale, per l'epoca in cui fu scritto il racconto: offrire le figlie vergini per salvare gli ospiti che la folla voleva attaccare.
Per dare un'interpretazione a tale gesto, si potrebbe tenere in considerazione il fatto che nelle società del Mediterraneo pre-Moderno, maschiliste e patriarcali secondo il punto di vista dell'odierna civiltà occidentale, l'"onore" delle donne della famiglia era uno degli elementi sulla cui base si giudicava l'onore personale del capofamiglia e quindi il suo valore come essere umano.
Eppure Lot è disposto a sacrificare tale onore pur di non sacrificare un onore ancora più importante, quello che gli deriva dal rispetto del suo obbligo sacro di ospitalità. Il suo comportamento va insomma capito nel contesto della sua epoca: il gesto di offrire le figlie, che suscita sconcerto ai nostri occhi, è un comportamento paradossale per mostrare, con un'esagerazione retorica, a quale punto potesse arrivare un uomo pur di onorare il dovere di ospitalità con ospiti di rilievo.
Il profondo mutamento della pratica dell'hospitalitas, la cui importanza è diminuita nelle società occidentali moderne, ha portato secondo alcuni a una maggiore evidenza del tema della trasgressione omosessuale. La quale però può essere vista come il mezzo attraverso cui si esprime la colpa degli abitanti di Sodoma, e non costituisce la colpa stessa. L'interpretazione ebraica non si è del resto mai discostata da questa interpretazione, che è chiaramente espressa in altri punti della Bibbia in cui Sodoma è nominata quale esempio d'inospitalità e mancanza di carità e non per la sua trasgressione. (Si veda per esempio Ezechiele, 16, 49: "Ecco, questa fu l'iniquità di tua sorella Sodoma: lei e le sue figlie vivevano nell'orgoglio, nell'abbondanza del pane e in una grande indolenza, ma non sostenevano la mano dell'afflitto e del povero").
Sulla base di questo ragionamento diversi autori che hanno scritto sulla condanna cristiana del comportamento omosessuale (in primo luogo nel 1955 il teologo anglicano Derrick Bailey, alle cui tesi si è rifatto nel 1980 lo storico cattolico John Boswell in un celebre saggio), hanno sostenuto che il "vero" peccato di Sodoma non fu la "sodomia", ma appunto l'inospitalità.
In particolare Boswell notò che il verbo eufemistico usato dagli abitanti di Sodoma per dire a Lot cosa intendono fare agli stranieri, yâdha‘, nella Bibbia è usato sì anche nel senso di "avere rapporti sessuali", ma vuol dire in realtà quasi esclusivamente "conoscere": il verbo ha un significato sessuale appena 10 delle 943 volte in cui appare nella Bibbia.
Boswell conclude quindi che gli abitanti di Sodoma tumultuarono solo per "conoscere" (non necessariamente con intenzioni amichevoli) chi fossero gli estranei che Lot, straniero, s'era permesso d'ospitare, introducendo così potenziali spie nemiche in città.
Una lettura diversa del brano permette però di osservare che, se da un lato non sarebbe la trasgressione sessuale ciò che preoccupa l'autore, dall'altro la preoccupazione per l'inosservanza dell'ospitalità non implicherebbe che al racconto fosse estranea la punizione d'una trasgressione sessuale. Boswell ha trascurato di rendere conto del parallelo con la narrazione della vicenda del levita di Efraim, che ci mostra che l'atto di imperdonabile inospitalità, che gli abitanti di Sodoma intendevano compiere ai danni degli angeli, era probabilmente di tipo sessuale.
Se progettassero o no un "atto sodomitico" vero e proprio, questo il racconto biblico non ci permette di capirlo. Tuttavia, il fatto che potessero progettare uno stupro è messo in evidenza dal fatto che Lot ha offerto le sue figlie al posto degli ospiti, similmente a come il levita, nel passo parallelo, ha gettato alla folla la sua concubina, affinché la stuprasse.
In conclusione:
- il mito non appare nato per istruire sul corretto comportamento sessuale, dato che questo è uno dei testi meno adatti della Bibbia per insegnare una corretta morale sessuale. L'autore non si stava preoccupando di fornire esempi di retto comportamento sessuale, e neppure di retto comportamento tout court: non uno dei protagonisti della vicenda agisce infatti in un modo che secondo la nostra morale sarebbe "corretto", non ovviamente gli abitanti di Sodoma, non la moglie di Lot che disobbedisce sfacciatamente all'esplicito ordine divino, non le figlie che ubriacano il padre e lo spingono all'incesto, e nemmeno Lot stesso che si ubriaca smodatamente e abusa delle sue stesse figlie e le ingravida di una prole "bastarda". La narrazione ha quindi un senso più coerente, come detto, se la si legge come insegnamento (attraverso un racconto a tratti volutamente paradossale e iperbolico) sulla sacralità assoluta dell'ospitalità;
- d'altro canto, se lo si legge alla luce del parallelo con la narrazione del levita di Efraim, l'atto d'inospitalità che gli abitanti di Sodoma intendevano compiere sugli ospiti di Lot, che fu punito severamente, appare come una sopraffazione di tipo sessuale verso l'ospite. Il fatto però, che nel caso del levita di Efraim, gli abusanti accettarono la concubina al posto del levita stesso, mette in evidenza come la natura etero od omosessuale dell'abuso non sia rilevante. Nel brano di Sodoma poi, l'oggetto sessuale dello stupro sarebbero dovuti essere i messi divini, il cui carattere, appunto divino, sembra molto più significativo di una loro presunta maschilità nella connotazione della condanna. Non risulta quindi arduo sostenere la tesi della pura e semplice irrilevanza dell'omosessualità in questo brano biblico.

## Interpretazione del testo
La narrazione di Sodoma ha avuto un'enorme importanza nella cultura occidentale, perché su di essa, più che sulla non meno severa condanna del Levitico 20,13, si è basata per secoli la giustificazione della persecuzione e condanna a morte delle persone colpevoli di comportamenti omosessuali.
La legge del 390 d.C. degli imperatori cristiani Teodosio I, Valentiniano II e Arcadio, Non patimur urbem Romam, previde per la prima volta la pena del fuoco per i prostituti omosessuali, proprio a somiglianza di quella subita da Sodoma.
Questa legge fu inglobata nel Corpus iuris civilis dell'imperatore Giustiniano I, accanto alla Novella 141 del 559, promulgata dallo stesso Giustiniano, che citava espressamente la rovina di Sodoma come esempio di ciò che accade alle città nelle quali sia permessa la pratica dell'omosessualità maschile.
La pena del rogo cadde in desuetudine col decadere dell'impero romano, ma fu riportata in vigore dai commentatori giuridici bolognesi del XII secolo, e reintrodotta nelle legislazioni civili europee contro i sodomiti.
Dapprima i sodomiti furono sempre bruciati vivi, poi, a partire dal XV secolo, furono generalmente strangolati prima che il loro cadavere fosse arso sul rogo.
Questo tipo di punizione fu abbandonato solo nel XVIII secolo, anche se si ebbero condanne a morte (eseguite per mezzo della forca) ancora all'inizio del XIX secolo.
Il mito di Sodoma continuò comunque a essere citato e discusso anche dopo questo periodo, e anzi acquisì, in alcune correnti letterarie e artistiche (libertinismo, decadentismo...), il valore di simbolo della libertà morale svincolata dai precetti religiosi, e fu esaltato come tale.

### Sodoma nel pensiero ebraico
La tradizione ebraica successiva alla distruzione del Tempio di Gerusalemme associa Sodoma non tanto al peccato di sodomia (per cui fu in vigore la condanna capitale espressa nel Levitico), quanto ai peccati di mancanza di ospitalità, egoismo, avidità e di un atteggiamento, anche giuridico, simile a un approccio non sincero alla Torah: non l'osservanza meticolosa e partecipata d'essa, la Legge divina, quanto quella non sincera e ostinata e con fini non santi e non buoni, secondo lo Yetzer ha-ra, allo scopo di nuocere agli altri esseri umani. In altre parole il "peccato di Sodoma" consiste in una falsa interpretazione dell'intento della Torah, allo scopo di tradirne lo spirito.
Questi peccatori erano i più ricchi e, anziché essere grati a Dio, decisero di ribellarsi: infatti furono considerati colpevoli come la generazione del diluvio universale (Talmud Yerushalmi, Baba Metzià 84, 2).
A questo proposito si veda nel Talmud di Babilonia:
- Baba Bathra 12b (Ghemara) e Baba Bathra 59a (Ghemara): è citato il detto secondo cui bisogna evitare di comportarsi "alla maniera di Sodoma", per indicare l'atteggiamento di chi, osservando alla lettera la Legge, creata per fare del bene, fa del male (sull'origine del detto cfr. Sanhedrin 109a-b), o più semplicemente di chi ha un comportamento ingiusto;
- Sanhedrin 109a-b (Ghemara): lunga discussione su Sodoma e i suoi peccati, uno dei quali è l'"immoralità". La mancanza di carità e di ospitalità verso gli stranieri sono trattate in gran dettaglio e "illustrate" anche con aneddoti.

Quindi tra le gravi colpe, che furono giudicate da Dio tali per poi decidere la punizione, si ricordano:
- leggi che impedivano di essere ospitali con gli stranieri;
- decisione unanime di non compiere la Tzedakah;
- peccati "gravi", tra cui il tentativo di giacere con donne sposate e la sua pratica.

Altre leggi ingiuste furono il divieto di invitare stranieri ai matrimoni, pena essere denudati (Talmud Sanhedrin 109); lasciare senza soldi gli ospiti stranieri, derubarli e maltrattarli (Bereshit Rabbah 50, 10); venivano inoltre tagliati gli alberi per impedire agli uccelli di cibarsi dei frutti (Pirkè Derabbi Eliezer 25).
Dio punì le città colpevoli assieme all'angelo Gabriele e a 12.000 angeli distruttori (Midrash Hagadol 19, 13).

#### Il dialogo tra Dio e Abramo
Inizialmente, nel dialogo con Dio proprio dinanzi a lui, Abramo chiede che vengano salvate le cinque città in merito a cinquanta Zaddiqim, nel caso fossero stati là presenti, ma poi - riconoscendo Sodoma come principale e maggiormente colpevole - egli scende a chiederne a Dio la non punizione per 45 e poi 40 (includendovi egli stesso), nel caso vi fossero stati; poi però chiede di risparmiare almeno quattro città: quindi con la presenza di trenta Zaddiqim, venti, dieci, nel caso fossero stati presenti in quelle quattro città, sempre quindi considerando la presenza di Dio. Dieci, ultima richiesta di Avraham dopo averne chiesta la presenza di venti ancora prima, se vi fossero stati, è infatti il numero minimo per il Minian; ma anche in questo caso non fu utile tale supplica infatti, andato via il difensore, ovvero Avraham, e similmente il Giudice, Dio stesso, gli accusatori cominciarono a punire divinamente, quindi alcuni angeli assieme a Dio di Giustizia ed Equanime.

#### Lot
Secondo un Midrash pare che le due figlie di Lot abbiano creduto che tutta l'umanità fosse stata nuovamente "sterminata", come in parte avvenne con la punizione divina del Diluvio universale.

### Sodoma nel pensiero cristiano
Il mito di Sodoma è stato utilizzato nel corso dei secoli come base per numerosi apologhi o trattati morali e sono molti i testi redatti da esponenti della Chiesa cattolica sull'omosessualità. Alcuni di essi condannano l'omosessualità in ogni sua particolarità, altri condannano invece l'atto sessuale tra omosessuali e non l'attrazione omosessuale in sé.

### Sodoma nel pensiero islamico
Il Corano non menziona direttamente Sodoma o Gomorra, ma le nomina indirettamente parlando di Lot e della sua città.
Il mito di Sodoma è in effetti stato inglobato nella narrazione coranica, dove è raccontato nelle sure XI (Hūd) Archiviato il 7 marzo 2006 in Internet Archive. 77-83, XV (al-Hijr) Archiviato il 24 settembre 2005 in Internet Archive. 51-79 (estesamente), XXVI al-Shuʿarāʾ (I Poeti) Archiviato il 24 settembre 2005 in Internet Archive. 160-174, XXVII al-Naml (Le Formiche) Archiviato il 7 marzo 2006 in Internet Archive. 53-58, XXIX al-'Ankabūt (Il Ragno) Archiviato il 7 marzo 2006 in Internet Archive. 28-35.
Altre allusioni al "popolo di Lot" si trovano ai passi: XXI Archiviato il 24 settembre 2005 in Internet Archive. 71-75, LI Archiviato il 7 marzo 2006 in Internet Archive. 31-37, LIII Archiviato il 7 marzo 2006 in Internet Archive. 53-54 e LIV Archiviato il 7 marzo 2006 in Internet Archive. 33-35.
A differenza di quanto accade nella Bibbia, il Corano sembra alludere espressamente al comportamento omosessuale da parte del "popolo di Lot", inoltre vi si afferma che tale comportamento avveniva per la prima volta nella storia umana, come nella sura VII (al-Aʿrāf) Archiviato il 24 settembre 2005 in Internet Archive.:
80 E quando Lot disse al suo popolo: "Vorreste commettere un'infamità che mai nessuna creatura ha mai commesso?
81 Vi accostate con desiderio agli uomini piuttosto che alle donne. Sì, siete un popolo di trasgressori".
82 E in tutta risposta il suo popolo disse: "Cacciateli dalla vostra città! Sono persone che vogliono esser pure!".
83 E Noi salvammo lui e la sua famiglia, eccetto sua moglie, che fu tra quelli che rimasero indietro.
84 Facemmo piovere su di loro una pioggia… Guarda cosa è avvenuto ai perversi.
Si noti infine il fatto che nella narrazione coranica la distruzione della città non avviene per mezzo d'una pioggia di fuoco, come nella tradizione biblica, bensì con una pioggia di pietre (sura XV Archiviato il 24 settembre 2005 in Internet Archive. 74: "Sconvolgemmo la città e facemmo piovere su di essa pietre d'argilla indurita").
Su questa base la tradizione islamica ha privilegiato la lapidazione come metodo per eseguire la condanna a morte degli omosessuali (non a caso definiti lūṭī, da "Lot"), prevista dalla shari'a, che è tuttora in vigore in alcuni Stati islamici.

## Sodoma nell'arte
Il mito di Sodoma è stato d'ispirazione per innumerevoli opere d'arte occidentale, dalla letteratura alle arti figurative, al cinema.

### Letteratura
Il mito di Sodoma è stato evocato o utilizzato in numerose opere letterarie:
- Anonimo (già attribuita a Tertulliano o a san Cipriano), De Sodoma [sec. V d.C.], PL 2, coll. 1101-1106 (solo testo latino). Drammatizzazione poetica del racconto della distruzione di Sodoma.
- Dante Alighieri, Inferno, canti XV e XVI. La pioggia di fuoco che tormenta i condannati per sodomia è chiaramente ispirata a quella che distrusse Sodoma e Gomorra.
- Sodoma, o la Quintessenza della Dissolutezza (1684). Opera letteraria satirica, considerata oscena, e ispirata alle vicende di Sodoma. Secondo molti la paternità dell'opera va a John Wilmot, ma ancor oggi non ci sono prove certe che sia stato lui a scriverla.
- Donatien Alphonse François de Sade, Le 120 giornate di Sodoma (1785). Sodoma è qui citata come nome esemplare di mancanza di freni morali e di libertà dalle prescrizioni religiose.
- Anonimo, Les enfans de Sodome à l'assemblée nationale (1790). Testo controrivoluzionario che presenta i "figli di Sodoma" mentre chiedono la legalizzazione dei loro amori.
- Alfonso Berty (pseud. Henry d'Argis), Sodoma (1888).
- Marcel Proust, Sodoma e Gomorra (1921-1922). Sodoma e Gomorra sono utilizzate nel titolo per segnalare che in questo volume della Recherche Proust affronta il tema dell'omosessualità nella Parigi della Belle époque. Se "Sodoma" è usata come da tradizione per indicare l'omosessualità maschile, Gomorra indica qui invece il lesbismo.
- Vincenzo Cardarelli, Fine di Sodoma (1922), in: Opere complete, Mondadori, Milano 1962, pp. 135–149. Ri-narrazione della vicenda biblica, con qualche cenno molto discreto alla tematica omosessuale.
- Curzio Malaparte, Sodoma e Gomorra (1931), Longanesi, Milano 1971. Nella novella omonima la storia di Sodoma e Gomorra è rivisitata in chiave politica, con qualche doppio senso erotico malizioso.
- Federico García Lorca, La destrucción de Sodoma o Il pubblico (1936).
- Jean Giraudoux, Sodoma e Gomorra (1948). In: Teatro scelto, Guanda, Milano 1959, pp. 135–192. Testo teatrale sulla crisi della coppia, ambientato a Sodoma e Gomorra poco prima della distruzione. Uomini e donne non si comprendono più, vivono vite di menzogna, matrimoni di facciata. A nulla vale la distruzione delle due città: tutto è finito, ma tutto ricomincerà come prima.
- Edwin Fey, Primavera a Sodoma (1966).
- Pier Paolo Pasolini e Sergio Citti, Porno-Teo-Kolossal, "Cinecritica", XI 1989, aprile/giugno, pp. 35–53. Sceneggiatura cinematografica. In essa Pasolini immagina dapprima "Sodoma", una città composta da soli omosessuali (maschi e femmine), dove gli eterosessuali sono ghettizzati, processati e puniti con uno stupro se scoperti a fare l'amore. I suoi abitanti cercheranno di stuprare un gruppo di adolescenti cadetti dell'Accademia militare, provocando l'ira e il fuoco divini, con distruzione della città. Il parallelo è Gomorra", città fanaticamente eterosessuale, violenta e squallida, che mette a morte gli omosessuali. Tutto è morte, squallore, violenza e fango, in quest'ultimo soggetto cinematografico pasoliniano, nel quale la critica all'esistente non lascia più alcuno spiraglio di speranza.
- Dario Bellezza, Lettere da Sodoma (1977).
- Pierre Lévy (L'intelligenza collettiva, 2002) utilizza il mito di Lot per dissertare sull'ospitalità e per affermare l'importanza della collettività nella formazione della società dei giusti.
- José Saramago (Caino, 2010) utilizza varie vicende bibliche, come appunto la distruzione di Sodoma e Gomorra, per spiegare inesattezze, avvenimenti paradossali e atti proibiti che nonostante ciò vengono considerati nella Bibbia come leciti, poiché voluti da Dio. In particolare il protagonista, Caino, rimprovera Dio per aver ucciso, insieme ai peccatori, anche i bambini di Sodoma e Gomorra.

### Arti figurative
Le opere figurative che hanno rappresentato le vicende di Sodoma, hanno privilegiato quattro momenti della narrazione:

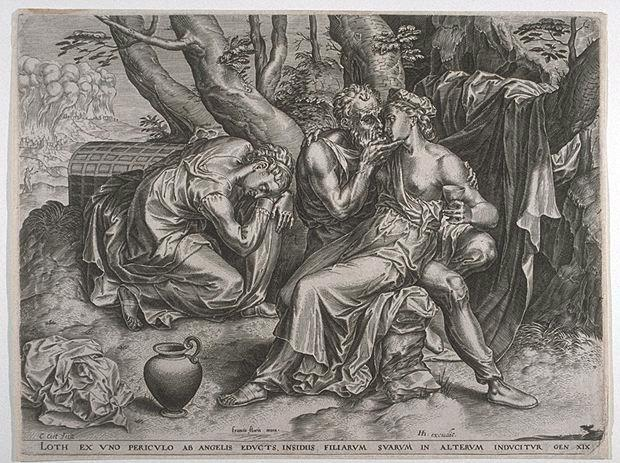
Lot e le figlie, incisione di Cornelis Cort. Sullo sfondo, Sodoma in fiamme

- il tentativo di stupro degli angeli da parte degli abitanti di Sodoma (è il tema più raro, per la sua scabrosità);
- la distruzione di Sodoma (di solito accompagnata dall'immagine di Lot che fugge assieme alle figlie e la moglie; in epoca moderna appare invece preferibilmente da sola);

1. Guariento (sec XIV) (1349-1354), Cappella del Podestà a Padova (ora Accademia Galileiana di Scienze, Lettere ed Arti presso la Loggia dei Carraresi);

- la fuga di Lot da Sodoma (quasi sempre accompagnata dall'immagine della distruzione di Sodoma sullo sfondo);
- l'incesto di Lot e le figlie (di solito un pretesto per produrre immagini scabrose).

(In fondo alla presente pagina si trova una galleria d'immagini sul tema).

### La versione della distruzione a causa di un asteroide
Una teoria poco accettata derivante dalla traduzione di una tavoletta di terracotta assira del 700 a.C. dà una versione sorprendente dei miti di Sodoma e Gomorra e del Diluvio Universale: all'alba del 30 giugno 3123 a.C. un asteroide avrebbe centrato un ghiacciaio nelle Alpi austriache dopo aver perso frammenti infuocati lungo il percorso. Alcuni frammenti sarebbero caduti presso il Mar Morto e sarebbero stati responsabili della distruzione delle due città, mentre il corpo principale, schiantatosi nel ghiacciaio, avrebbe all'istante sublimato milioni di metri cubi di ghiaccio. Tale vapore, condensatosi nelle temperature rigide dell'atmosfera, avrebbe dato origine a piogge ininterrotte per almeno un mese e mezzo. Tale teoria sarebbe però in contrasto con le più recenti datazioni del presunto impatto di Köfels.
Nel 2021 un gruppo di scienziati pubblica su Nature uno studio che identifica Sodoma con la località di Tall el-Hammam (nell'odierna Giordania) e afferma che è stata distrutta intorno al 1600 a.C. da un piccolo asteroide o da una cometa (o un suo frammento), in un evento simile a quello di Tunguska in Siberia del 1908. L'esplosione avrebbe distrutto anche la città di Gerico, distante 22 km e avrebbe reso inabitabile la zona per circa seicento anni.

### Cinema
Esistono più di una quindicina di film che nel titolo o nella trama si richiamano alla vicenda di Sodoma e Gomorra (un elenco è qui). Fra questi si segnalano:
- Michael Curtiz, Sodom und Gomorrha (anche come: Queen of sin and the spectacle of Sodom and Gomorrah) (1922). Film muto, in bianco e nero, dal regista di Casablanca: un giovane tormentato da vizi e desideri oscuri sogna il fato di Sodoma e Gomorra e, svegliatosi, se ne pente.
- James Sibley Watson, Lot in Sodom (1930). Breve film in bianco e nero, muto, è un bizzarro esperimento d'avanguardia, che ha scelto questo tema per accrescere lo spaesamento dello spettatore, e non certo a fini di edificazione morale.
- Robert Aldrich e Sergio Leone, Sodoma e Gomorra (1962). Curioso per il fatto di essere incentrato sì sulla vicenda biblica, ma di non fare alcuna allusione al peccato di Sodoma o all'omosessualità, per via della rigida censura del tema omosessuale vigente in quegli anni a Hollywood.
- John Huston, La Bibbia (1966). Celebre kolossal che contiene un episodio, "biblicamente corretto", sulla vicenda di Sodoma.
- Pier Paolo Pasolini, Salò o le centoventi giornate di Sodoma (1976). Sodoma qui è nominata solo perché ripresa dal titolo dell'omonima opera di de Sade, ed è simbolo generico di depravazione morale, umana e anche politica. (Sulla gestazione del film si può leggere: Umberto Quintavalle, Giornate di Sodoma, Sugarco, Milano 1976).
- Lucio Fulci, Il fantasma di Sodoma, (1988). Il nome di Sodoma è qui nominato esclusivamente come richiamo "di cassetta" all'opera di Pasolini, ma il film, privo d'interesse artistico, mira a riciclare l'immaginario nazista in chiave soft-porno.
- Joseph Sargent, Abraham (1994). Film per la tv, contiene un episodio su Sodoma e Gomorra.

## Altro

### Movimento gay
Il nome di Sodoma è stato riutilizzato dal movimento di LGBT ribaltandone provocatoriamente la valenza.
In particolare, in Italia:
- "Sodoma" è il titolo di un annuario di cultura omosessuale pubblicato dalla "Fondazione Sandro Penna" di Torino.
- Da Sodoma a Hollywood è sin dal 1985 il titolo dell'annuale festival di cinema LGBT di Torino.

### Musica
Il nome di Sodoma è stato usato allo scopo di provocazione nella musica; ad esempio un complesso tedesco thrash metal ha preso il nome di Sodom.
Le canzoni il cui titolo si richiama a Sodoma e Gomorra sono inoltre numerose.
Marilyn Manson nel 1997 ha pubblicato un singolo dal titolo "Apple of Sodom" che parla appunto della disperazione di chi mangia suddetto frutto.

### Botanica
In botanica, pomo di Sodoma è il nome volgare italiano del Solanum sodomaeum L. (detto anche morella di Sodoma o pomodoro selvaggio) in base a una leggenda spesso ripetuta dalle fonti antiche: per ricordare in perpetuo l'incendio di Sodoma, la regione fu resa totalmente sterile; l'unica pianta a cui fu permesso di crescere dalla volontà divina fu appunto il "pomo di Sodoma" (o "mela di Sodoma") che produceva frutti all'apparenza belli e invitanti, ma che una volta aperti contenevano solo fuoco e fumo.
Molti dei pellegrini medievali che hanno lasciato un resoconto del loro viaggio in Palestina hanno testimoniato sull'esistenza di tale pianta.
Le bacche del Solanum sodomaeum hanno una polpa che dopo la maturazione si riduce in fine polvere nera, il che ha portato a identificarle, appunto, con le mitiche "mele di Sodoma" colme di cenere.
"Pomo di Sodoma" è detta anche la Calotropis procera, il cui nome volgare inglese è appunto apple of Sodom; questo nome volgare inglese si applica anche al Solanum mammosum.

## Sodoma e Gomorra nell'arte

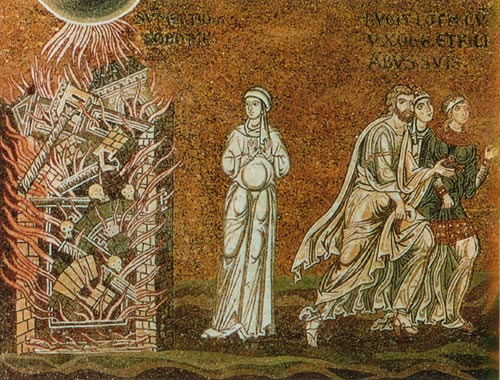
Lot fugge da Sodoma. Mosaico del XII secolo. (Palermo, cappella palatina).
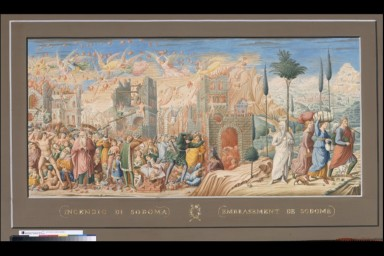
Carlo Lasinio (1759-1838), La distruzione di Sodoma dal Camposanto di Pisa. Incisione acquarellata.
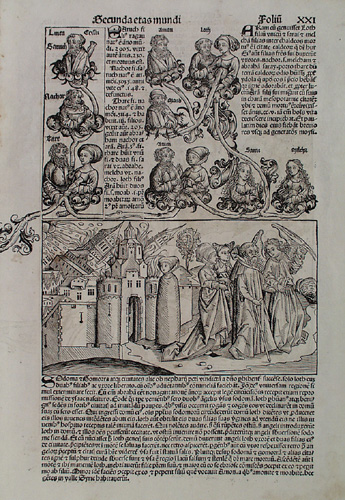
La distruzione di Sodoma - Incisione per la Bibbia di Norimberga (1493).
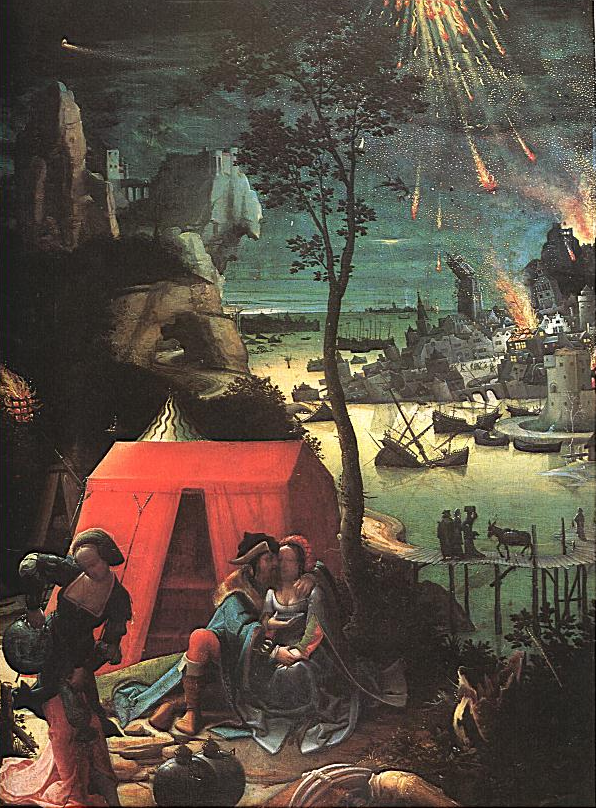
Luca da Leida (ca. 1490-1533): Lot e le figlie (ca. 1509).
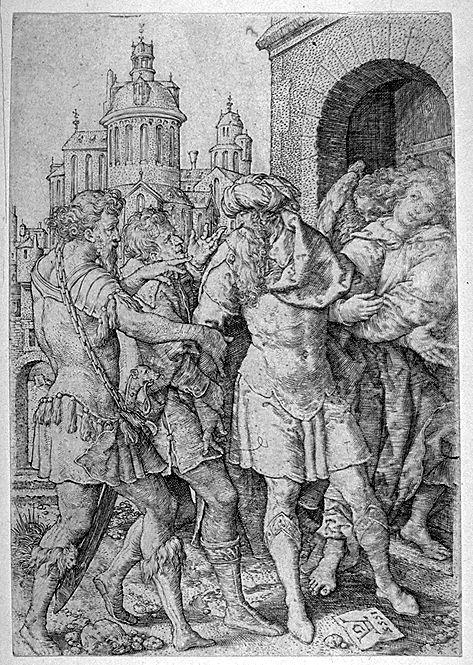
Heinrich Aldegrever (1502-1561), Lot impedisce la violenza contro gli angeli, (1555). Per terra il cartiglio riporta la firma di Duerer.
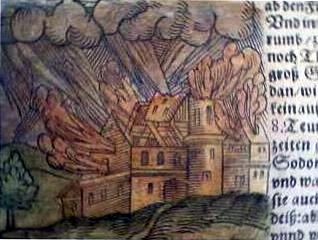
Sebastian Münster, Sodom, incisione colorata per la Cosmographia universalis (1564).
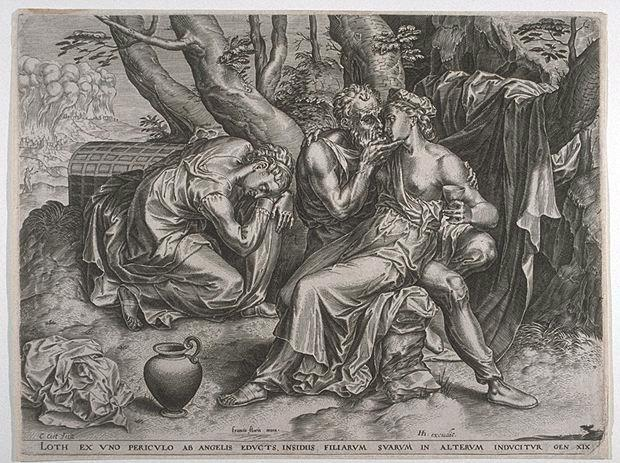
Cornelis Cort (1522-1578), Lot e le figlie (incisione). Sullo sfondo, Sodoma in fiamme.
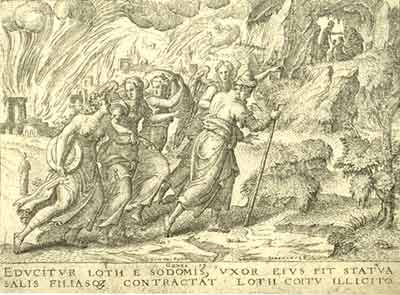
Étienne de Laune (1518-1583), Educitur Loth e Sodomis. Incisione.
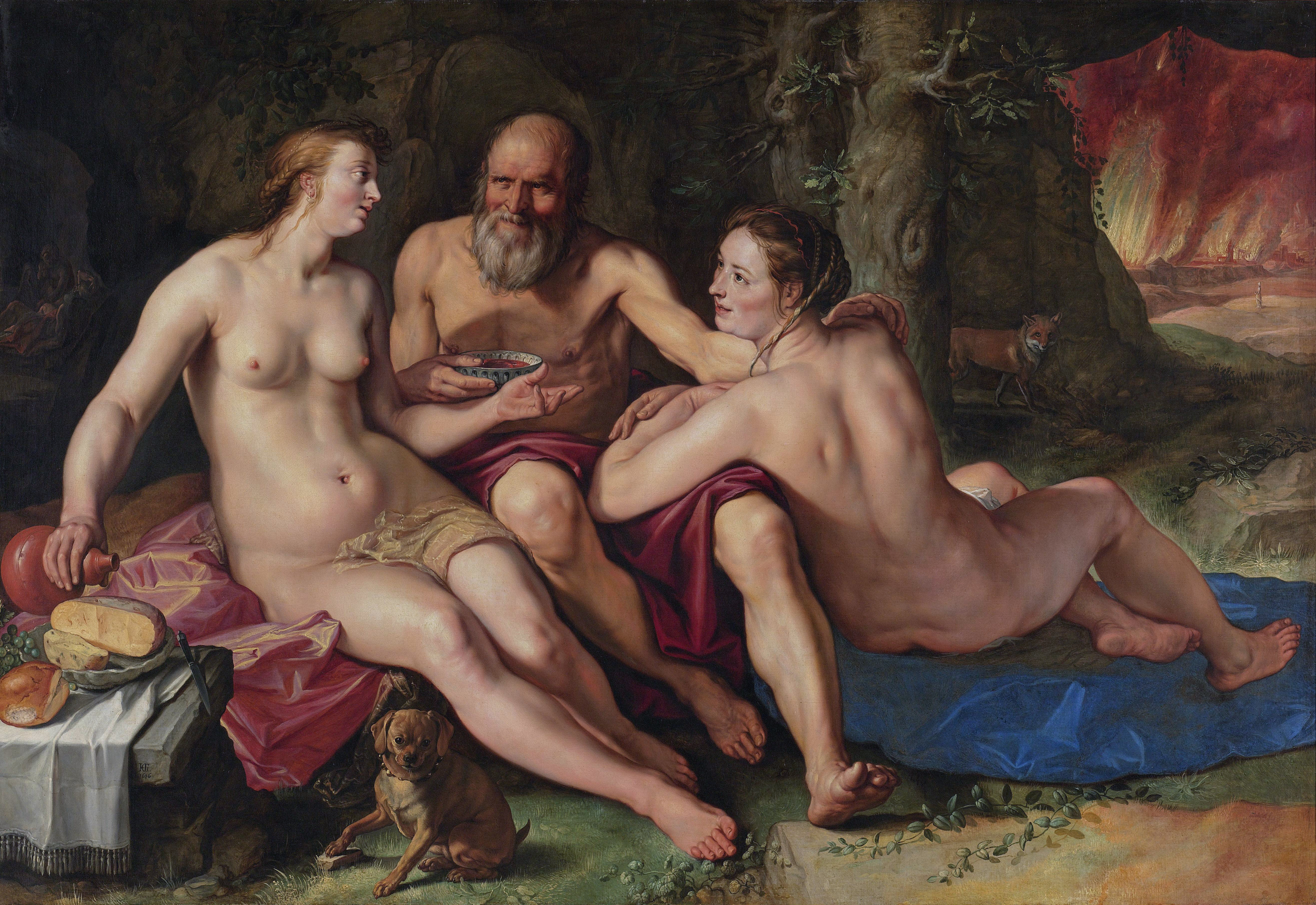
Hendrik Goltzius, Lot e le figlie (1616).
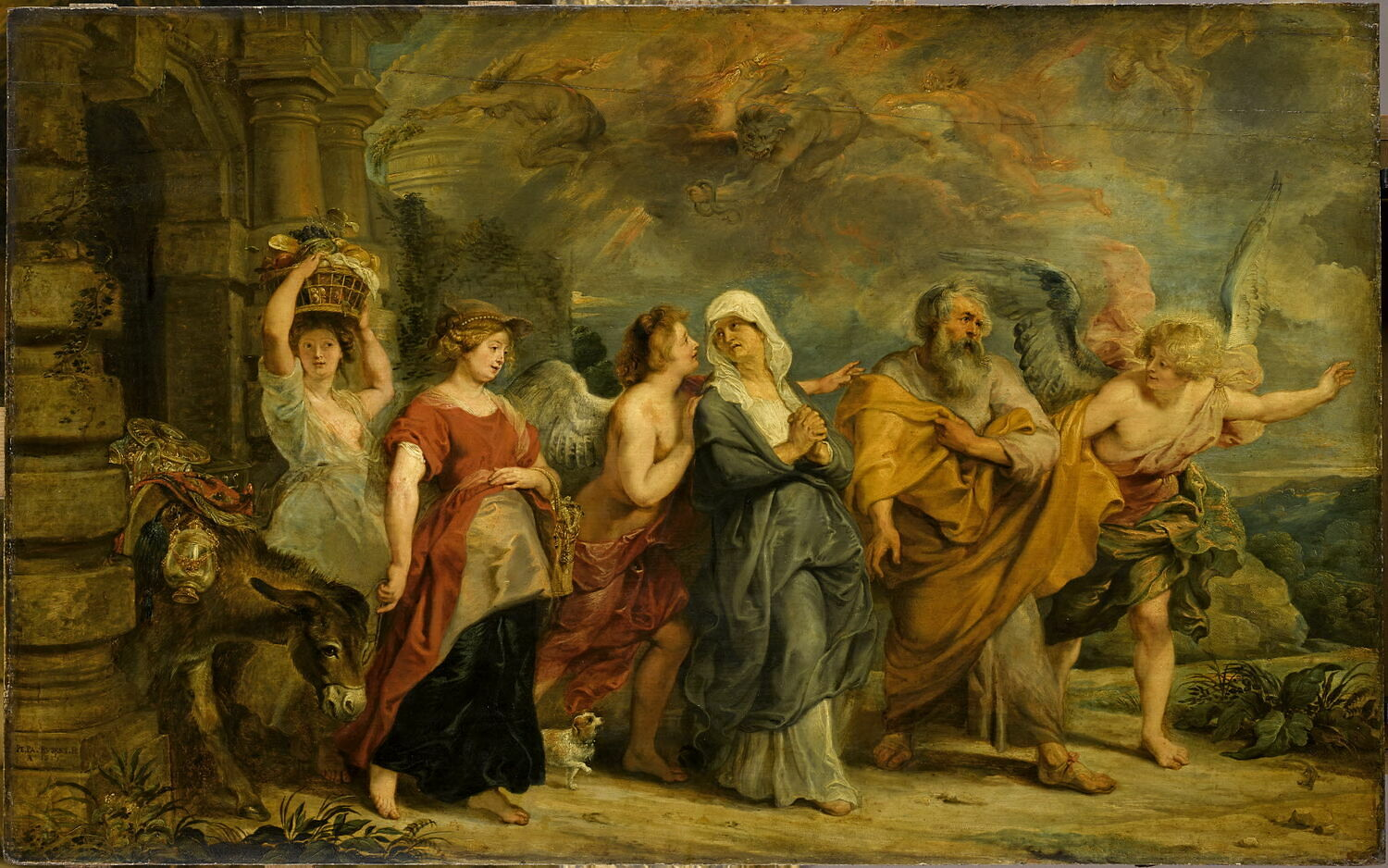
Peter Paul Rubens (1577-1640), Fuga di Lot da Sodoma.
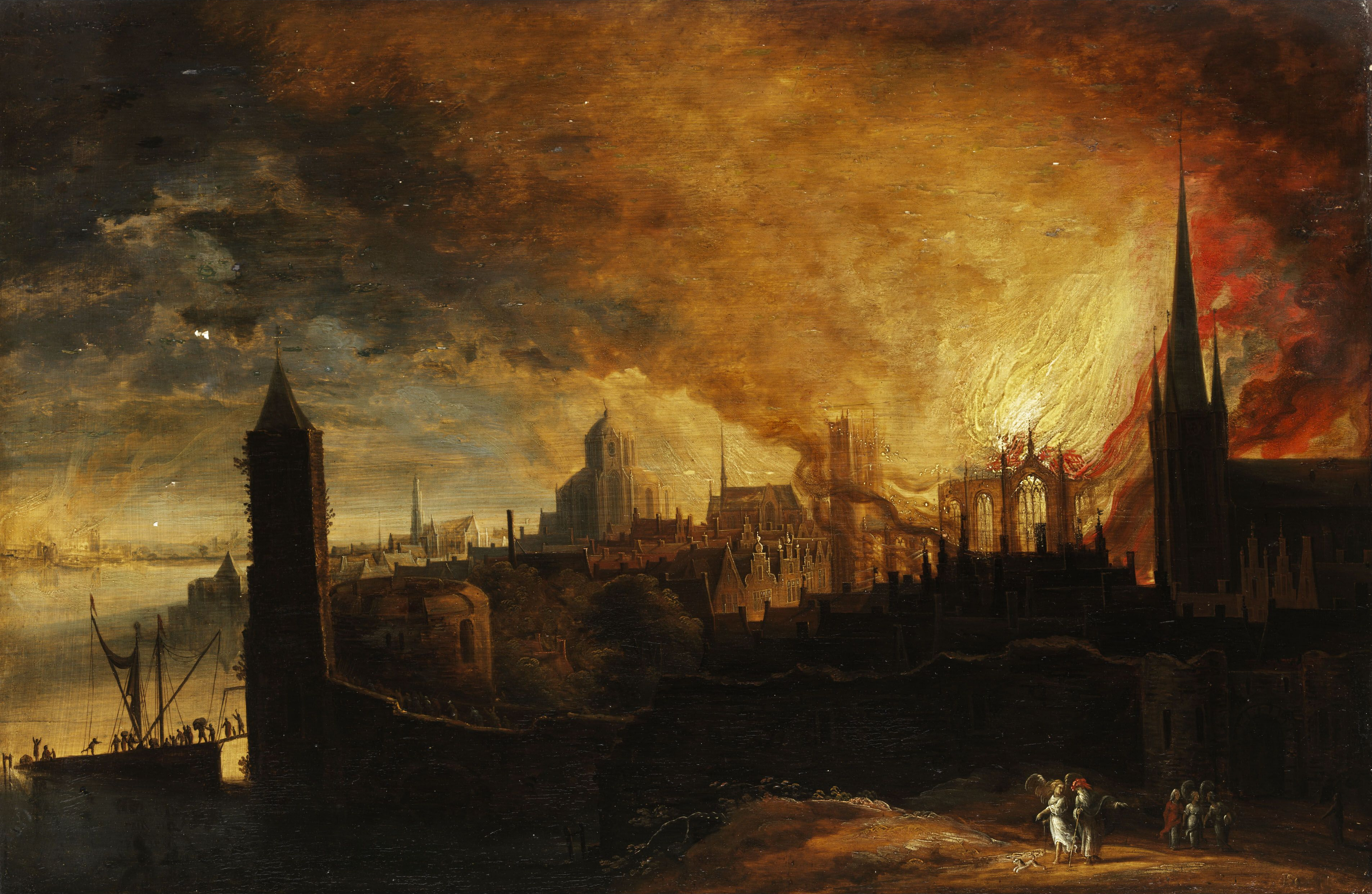
Daniel van Heil (1604-1665), Lot e le sue figlie fuggono da Sodoma in fiamme con l'angelo (ca. 1650).
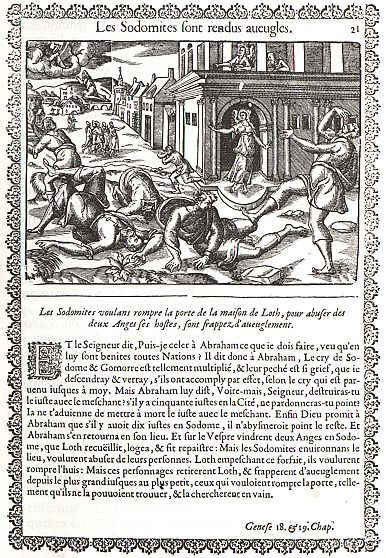
Gli abitanti di Sodoma accecati per avere attentato agli angeli. Incisione del sec. XVII per una Bibbia francese.
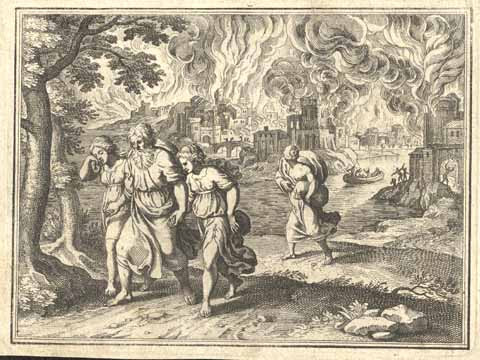
Mattheus Merian (1593-1650), Fuga di Lot da Sodoma, incisione da Raffaello
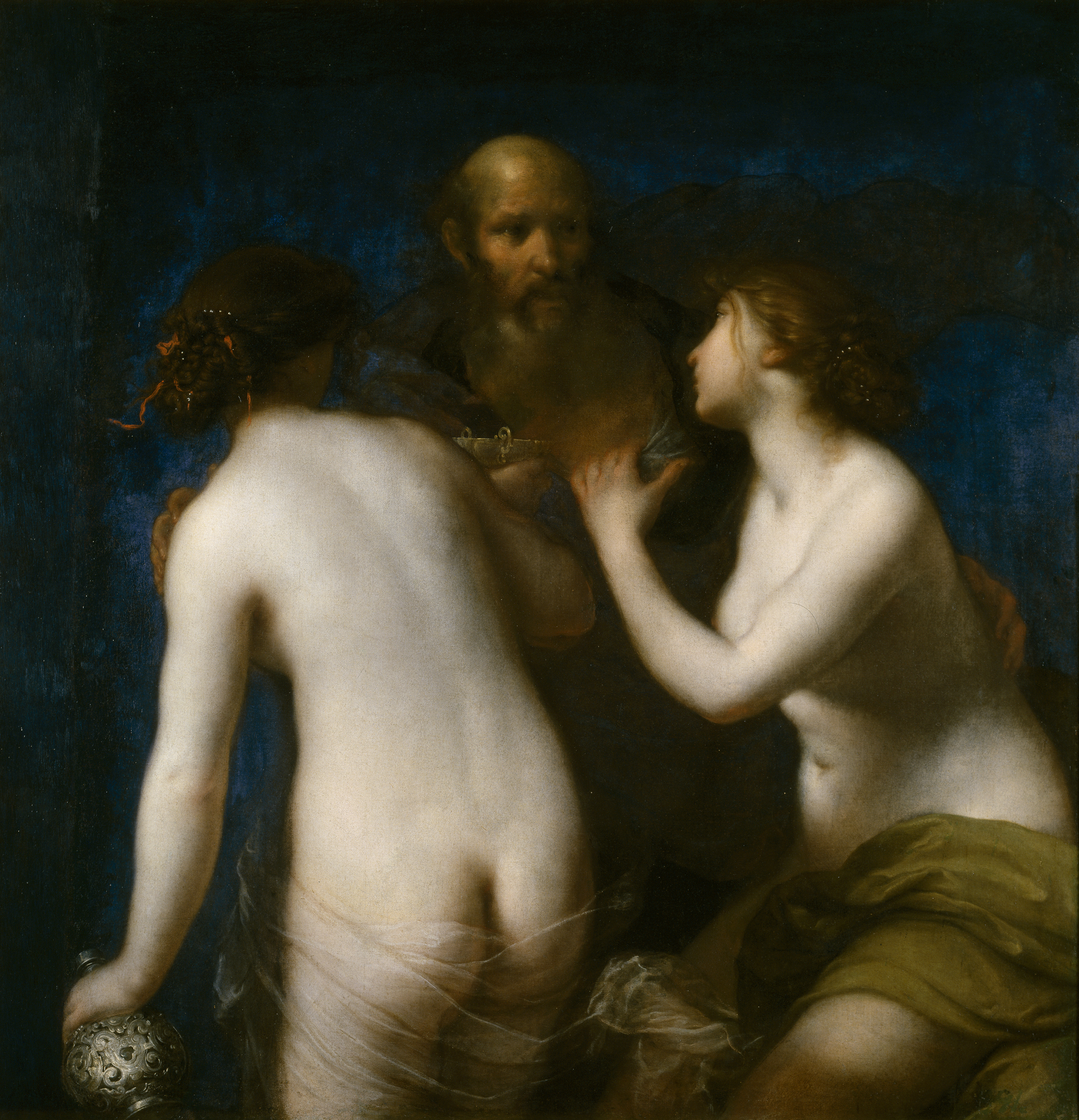
Francesco Furini, Lot e le figlie (ca. 1634).
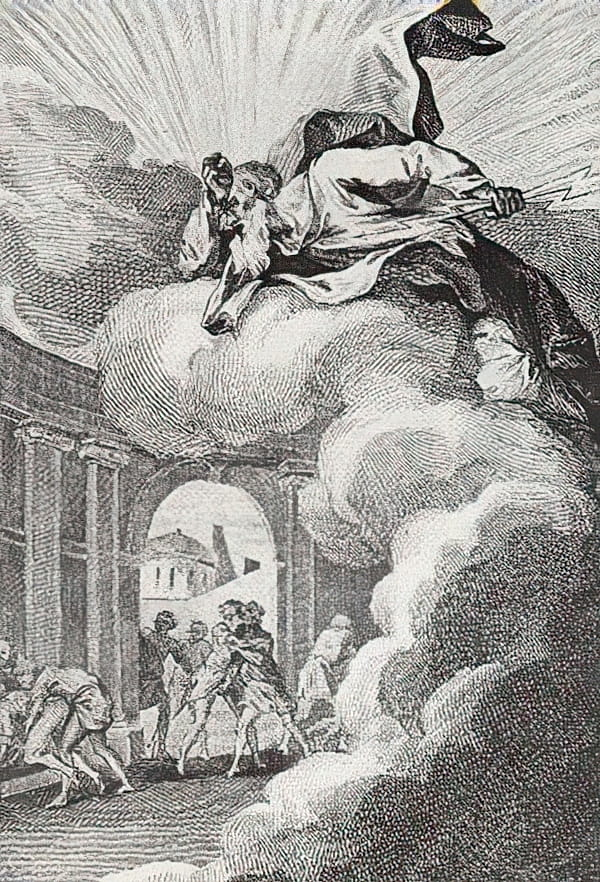
François Elluin, Gli abitanti di Sodoma provocano l'ira divina. Incisione per l'opera libertina Le pot pourri de Loth (1781).
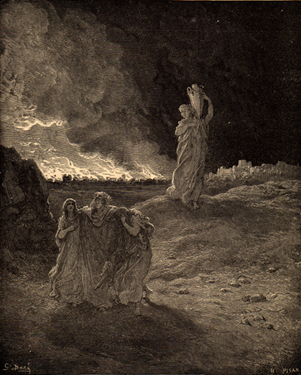
Gustave Doré (1832-1883), La fuga di Lot da Sodoma. Incisione per l'edizione del 1866 della Bibbia.
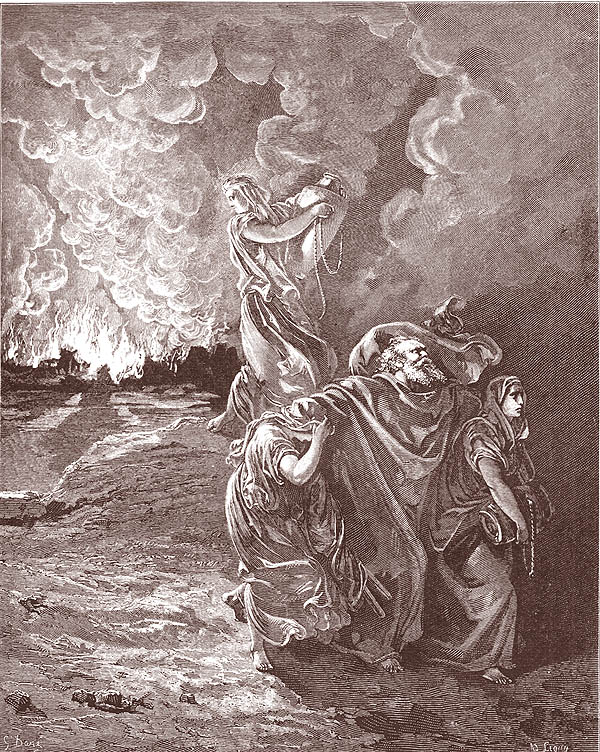
Gustave Doré (1832-1883), La fuga di Lot da Sodoma. Incisione per l'edizione del 1872 della Bibbia.
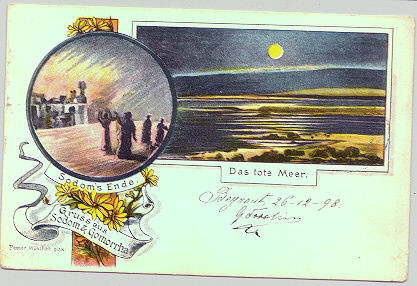
Cartolina turistica datata 1899 con la scritta "Gruss aus Sodom & Gomorrha" ("saluti da Sodoma e Gomorra").